# Most és mindörökké (film, 1953)
A Most és mindörökké (eredeti cím: From Here to Eternity) 1953-ban bemutatott amerikai filmdráma, melyet James Jones regénye alapján Fred Zinnemann rendezett. 
Magyarországon 1987. szeptember 17-én került a mozikba.

## Történet
A film 1941-ben, egy hawaii katonai bázison játszódik.
A cselekmény kezdetén a főhős, Prewitt egy őt ért sérelem miatt másik századhoz helyezteti át magát – vállalva azt is, hogy ott őrvezetői helyett csak közlegényi státuszt kap. Új századának parancsnoka, Dana Holmes kapitány századába gyűjti az ezred összes sportolóját, mert a hadsereg bajnokságán elért győzelmektől reméli előléptetését. Prewitt bokszoló, de nem hajlandó ringbe lépni, mert korábban egy mérkőzésen olyan szerencsétlenül ütötte meg barátját, hogy az megvakult. A parancsnok pokollá teszi az életét, hogy így kényszerítse elhatározásának megváltoztatására. Az egység tagjai is rossz szemmel tekintenek rá, csak Warden főtörzsőrmester józanságára és Angelo Maggio közlegény önzetlen barátságára számíthat.
Prewitt Maggio invitálására ellátogat egy helyi klubba, ahol hölgytársaság is van, és elbűvöli az egyik hostess, Lorene. Maggio közben vitába száll az őt provokáló Judson őrmesterrel, a fogdaparancsnokkal. Később kiderül, hogy Lorene igazi neve Alma. Prewitt szerelmes lesz a nőbe, amikor azonban feleségül kéri, a nő elhárítja. A klubban csak addig dolgozik, amíg biztos egzisztenciához szükséges pénztartalékot nem gyűjt, utána vissza akar térni a szárazföldre.
Prewitt, aki mindeddig tűrte a századnál elszenvedett megaláztatásokat, ekkor elveszti lelki egyensúlyát, és megüti az őt provokáló altisztet. Holmes kapitány szemet huny a verekedés fölött, s kiderül, hogy Prewitt még mindig jó ökölvívó. Maggio, miután meglép az őrségből és lerészegedik, katonai börtönbe kerül, ahol Judson őrmester sorozatosan bántalmazza. Megszökik, de a sérüléseibe Prewitt karjaiban belehal.
Prewitt megbosszulja a halálát és egy sikátorban késpárbajban megöli Judsont, majd sebesülten szerelmének lakásán bújik meg. Warden falaz neki.
A történet másik szála Holmes kapitány felesége és a század szolgálatvezetője, Milton Warden főtörzsőrmester szerelmi története. A férfi beleszeret a gyönyörű Karenbe, és szerelme viszonzásra talál. Kiderül, hogy a férje folyamatosan megcsalja őt. Megtudjuk, hogy pár éve a férje felelőtlensége miatt halva született a gyermeke, s ezután már nem is szülhet többé. Karen hajlandó lenne elválni Holmestól, és Wardenhez menni feleségül, ha az nem altiszt, hanem tiszt lenne, ugyanis így visszamehetnének az Államokba. Warden viszont nem szeretne tiszt lenni: semmire nem becsüli a tiszteket. Végül mégis beleegyezik, hogy jelentkezik a tiszti tanfolyamra szerelme kedvéért. A Prewitt boxpárbaját kivizsgáló táborparancsnok lemondásra szólítja fel Holmest, ezáltal mindenképpen vissza kell térniük az Államokba. Warden a tiszti jelentkezését később visszavonja, és Mrs. Holmes-szal való kapcsolata megszakad.
Reggel a japánok megtámadják Pearl Harbourt, Warden higgadtan irányítja az egységet. Amikor Prewitt értesül a támadásról, Lorene kérlelése ellenére elhatározza, hogy visszatér a csapatához. Útközben tábori csendőrök igazoltatják, akik elől papírok híján menekülni próbál, s közben halálos lövés éri. Warden a barátjaként azonosítja, aki konok ember volt, de jó katona.
Néhány nap múlva Karen és Lorene ismeretlenül összetalálkoznak a hazainduló hajón, s Lorene elmeséli, hogy a vőlegénye, Prewitt bombázópilóta volt, aki a támadásban hősi halált halt és kitüntetést kapott. Karen felismeri a nevet, de nem szól semmit.

## Szereplők
| Karakter                        | Színész         | Magyar hang (1980) |
| ------------------------------- | --------------- | ------------------ |
| Karen Holmes                    | Natalie Wood    | Földessy Margit    |
| Milt Warden őrmester            | William Devane  | Bodrogi Gyula      |
| Robert E. Lee Prewitt közlegény | Steve Railsback | Kovács István      |
| Dana Holmes kapitány            | Roy Thinnes     | Ujréti László      |
| Angelo Maggio közlegény         | Joe Pantoliano  | Felföldi László    |
| Lorene Rogers                   | Kim Basinger    | Császár Angela     |
| 'Koca' Judson                   | Peter Boyle     |                    |
| Cheney tizedes                  | Will Sampson    | Tahi Tóth László   |
| Hanson őrvezető                 | Rick Hurst      |                    |
| Gert Kipfer                     | Salome Jens     | Faragó Vera        |
| Maylon Stark őrmester           | Andrew Robinson | Dunai Tamás        |
| Ross hadnagy                    | David Spielberg | Benkő Péter        |
| Barney Slater tábornok          | Andy Griffith   | Tyll Attila        |
| Jack Delbart ezredes            | Richard Venture | Gruber Hugó        |
| Doehm őrmester                  | Richard Bright  | Dózsa László       |
| Kowalski tizedes                | Gene Scherer    | Csurka László      |
| Leva tizedes                    | Wynn Irwin      | Dobránszky Zoltán  |
| Őr a bányában                   | Robert Davi     | Gáti Oszkár        |

## Díjak és jelölések
Oscar-díj (1954)
- díj: legjobb film – Buddy Adler, producer
- díj: legjobb férfi mellékszereplő – Frank Sinatra
- díj: legjobb női mellékszereplő – Donna Reed
- díj: legjobb operatőr, fekete-fehér – Burnett Guffey
- díj: legjobb rendező – Fred Zinnemann
- díj: legjobb vágás – William A. Lyon
- díj: legjobb hang – John P. Livadary
- díj: legjobb adaptált forgatókönyv – Daniel Taradash
- jelölés: legjobb férfi főszereplő – Montgomery Clift, Burt Lancaster
- jelölés: legjobb női főszereplő – Deborah Kerr
- jelölés: legjobb jelmeztervezés, fekete-fehér – Jean Louis
- jelölés: legjobb eredeti filmzene – George Duning és Morris Stoloff

Cannes-i filmfesztivál (1954)
- díj: Különdíj: Fred Zinnemann
- jelölés: Arany Pálma

Golden Globe-díj (1954)
- díj: legjobb rendező – Fred Zinnemann
- díj: legjobb férfi mellékszereplő – Frank Sinatra